# ヴァレンチン・ベルリンスキー
- ヴァレンチン・ベルリンスキー

ヴァレンティン・ベルリンスキー(ロシア語: Валентин Александрович Берлинский；英語: Valentin Aleksandrovich Berlinskii、1925年1月19日イルクーツク - 2008年12月15日)は、ロシアのチェロ奏者。ボロディン弦楽四重奏団の一員。

## 経歴
1925年イルクーツク生まれ。幼いころからヴァイオリンを父から学ぶ。父のアレクサンドル( Александр Михайлович Берлинский)(1892～1959年)は弁護士となることを選んだものの、レオポルド・アウアーについてヴァイオリンを学んだことがあった。その後、モスクワ中央音楽学校チェロ科へ入学して1941年に同校を卒業。1941年から1947年までモスクワ音楽院で学び、1947年から1952年までグネーシン音楽大学研究科でセミョン・コゾルポフについて学ぶ。1944年に結成されたボロディン弦楽四重奏団に1945年にチェロ奏者として参加(1945～2007年)。
教育者としては、2007年からグネーシン音楽大学で教え始め、1980年からは同校教授となり後進の指導にあたった。

## 受賞
- 1974年：ロシア人民芸術家
- 1986年：ソビエト連邦国家賞

## 家族・親族
- 叔父：作曲家のパーヴェル・ベルリンスキー(Павел Михайлович Берлинский)の甥にあたる。
- 娘：リュドミラ・ベルリンスカヤはピアニスト、女優。